# MURDER PRINCESS
『MURDER PRINCESS』（マーダープリンセス）は、犬威赤彦による日本の漫画、およびそれを原作としたOVA。『電撃帝王』（メディアワークス）において連載された。

## ストーリー
シンディーナ紀672年翡翠の月の4の日、フォーランド王国でクーデターが起きた。ドクター・アカマシの率いる反乱軍により国王は倒され、ただ一人、フォーランド王姫、アリタ＝フォーランドはその襲撃から逃れるため、王宮から逃亡、国境に近い森に逃げ込む。目の前の森がきれて飛び出すと、今にも刀を振りぬこうとする女性、賞金稼ぎ（バウンティハンター）のファリスがいた。アリタはファリスに助けを求めようした際に、瞬間的に衝突し、反動で足元の崖が崩れ、崖から転落する。宙を舞う二人を光が包み込み、二人の魂は入れ替わってしまう。自分の姿をしたアリタから国を守ってくれと頼まれたファリスは姫となって国を守ることを承諾。史上最強の姫「虐殺姫」（マーダープリンセス）が誕生した。

## 登場人物
アリタ＝フォーランド（第一話のみ - ファリス）
声 - 朴璐美
主人公にしてメインヒロイン。ドクター・アカマシによるクーデターで死亡したフォーランド国王の娘、フォーランド王姫。ドクター・アカマシの襲撃から逃亡中に、偶然出会ったファリスと、死の瞬間を共にしたため、輸魂の法儀によって、魂が入れ替わってしまう。以降、魂の入れ替わったファリスが、アリタ＝フォーランドとして国を治めることになる。
竜を殺し、死神を従えるといわれる史上最凶の賞金稼ぎ、ファリスの魂が宿っているため、高い戦闘力を誇り、愛刀の姫鶴一文字（実在の同名の日本刀と同じ形状の刀、実在の刀は伝では上杉謙信の愛刀）を振るうその一騎当千の戦いぶりから『虐殺姫』（MURDER PRINCESS）の名で呼ばれている。
戦いの中で遠い幼い頃の記憶が甦り過去に魔術師セシリアにファリスの家族から村人全て殺害され村は壊滅。最後に生き残ったファリスの父は最後までセシリアに対抗するが魔力の力に息絶える。父が残した形見である愛刀の姫鶴一文字を手に取り、忌わしい記憶は片隅に残り父の宿敵を探し出す為賞金稼ぎとなった。アニメ版の最終回では他国に対する全面戦争に自ら赴く。
ミラノ＝エントラシア（第一話のみ - アリタ＝フォーランド）
声 - 小清水亜美
主人公にしてメインヒロイン。ジョドォ＝エントラシアの孫娘で、アリタ姫付きの侍女。本物のミラノ＝エントラシア（声 - 高橋まゆこ）は、ドクター・アカマシによるクーデターの際、アリタ姫の影武者として殺されてしまっている。現在の体は、アリタと魂が入れ替わってしまったファリスのもので、クーデターを鎮めるために、自らの体を報酬として差し出したため、メイドのミラノ＝エントラシアとしてアリタに仕えている。
原作では、アニメ版で影武者として登場したミラノ＝エントラシアという人物は存在せず、ファリスと魂が入れ替わってしまったアリタが、国を救った報酬としてアリタ（＝ファリス）に仕えるために、ジョドォの孫娘としてこの名を名乗っている。
ドミニコフ
声 - 矢尾一樹
つんつんの髪を生やした骸骨の小男で、鎌を操るファリスの部下。その姿は死神をイメージしたもの。飄々としてかなり博識で、冷静沈着で、アリタ（＝ファリス）の諫め役をつとめる。
原作では正真正銘の死神で、世界の安定の維持も職務。アニメでは旧時代の遺物である、生体をベースに機械と融合したサイボーグ。真の姿になると身長が伸び、背中に羽を生やした悪魔の格好になる。アニメ版の最終回ではテオーリアが停止したと同時に消滅する。
ピート＝アームストロング
声 - 高瀬右光
紫色の肌を持つ巨漢で、フランケンシュタインをイメージさせるファリスの部下。強面の外見に似合わず、どもりながら話し、とても心やさしい性格。
ミラノのことを気にかけ、ファリスにも忠実。その正体はドミニコフと同じ旧時代のサイボーグで、真の姿はとげとげしい鎧をまとった巨人。かなりの力持ち。アニメ版の最終回ではテオーリアが停止したと同時に消滅する。
ジョドォ＝エントラシア
声 - 石森達幸
フォーランド王国の執事。非常に小柄な老人で、お小言の目立つクソまじめな人物。アリタやミラノに対して、実の祖父のように接する、よき理解者でもある。
アカマシ
声 - 土田大
王国つきの科学者であり、クーデターの首謀者。研究に行き詰ったところをセシリアにそそのかされた。セシリアに単なる駒としていい様に操られ用済みなった事でカイトに殺害される。
アナ&ユナ
声 - 斎藤千和
アカマシの作品。少女の姿をした双子のサイボーグ。アナはナイフ、ユナは銃器を手に仕込んでいる。アナは活発で生意気、ユナはおとなしいがキレると暴走するタイプ。主人であるアカマシ博士を失った後はアカマシ博士の敵討ちとしてアリタやミラノと共に行動を共にする事となる。アニメ版の最終回ではテオーリアが停止したと同時に消滅する。
セシリア
声 - 豊口めぐみ
テオーリアを狙う魔術師。謎の黒騎士を従えた美女。アリタ（＝ファリス）と因縁があるらしく、非常に残虐な性格。自らの美や力に固執している。テオーリアを我が手に収める為フォーランド征服を企てる。その正体は魔力の動力源である魔水晶により生命を維持していた魔女であり魔水晶を破壊された事で体が崩壊し消滅した。
カイト＝フォーランド
声 - 浪川大輔
フォーランド第一王子。心やさしく、才にあふれる青年。クーデター時には遠征に赴いており、遠征先の隣国で行方不明になった。後に、フォーランドへ帰還し戴冠する。謎の黒騎士の正体が彼でありテオーリアを動かし世界を滅亡消去する為魔術師セシリアと共にフォーランドを征服する。アニメ版の最終回では妹のミラノ（アリタ）に殺されずに済む。
ゼノス＝フォーランド
声 - 星野充昭
フォーランド国王。クーデターに巻き込まれ死亡。

## OVA版
2007年に全6巻が発売された。

### スタッフ
- 監督 - 黒川智之
- シリーズ構成・脚本 - 浦畑達彦
- キャラクターデザイン - 山下喜光
- デザインワークス - 肥塚正史、毬雄一
- 美術監督 - 海野よしみ、渡辺紳
- 色彩設計 - 小島真喜子
- 撮影監督 - 五十嵐慎一
- 編集 - 黒澤雅之
- 音楽 - 福田康文
- 音響監督 - 高桑一
- プロデューサー - 丸山創、堀切伸二
- アニメーション制作 - ビィートレイン
- 製作 - マーベラスエンターテイメント、エイベックス・エンタテインメント

### 主題歌
オープニングテーマ「ヒカリサスホウ (FK Metal ver.)」
作詞 - TEEDA & KENJI03 / 歌・作曲・編曲 - BACK-ON
エンディングテーマ「Naked Flower」
作詞 - 松井五郎 / 作曲 - 三留一純 / 編曲 - 梅堀淳 / 歌 - 朴璐美

### 各巻リスト
| 巻数 | サブタイトル     | 発売日        | 絵コンテ          | 演出     | 作画監督   |
| ---- | ---------------- | ------------- | ----------------- | -------- | ---------- |
| 1    | 誕生             | 2007年3月28日 | 黒川智之          | 黒川智之 | 山下喜光   |
| 2    | 戴冠             | 2007年4月25日 | 川面真也          | 川面真也 | 佐々木睦美 |
| 3    | 帰還             | 2007年5月30日 | 山本秀世          | 太田知章 | 天崎まなむ |
| 4    | 追放             | 2007年6月27日 | 高村雄太 川面真也 | 川面真也 | 丸山隆     |
| 5    | 宿命             | 2007年7月25日 | モリヲカヒロシ    | 太田知章 | 番由紀子   |
| 6    | 決意の果てに・・ | 2007年8月29日 | 黒川智之          | 黒川智之 | 山下喜光   |